# Jagdstaffel 10
La Jagdstaffel 10 (in tedesco: Königlich Preußische Jagdstaffel Nr 10, abbreviato in Jasta 10) era una squadriglia (staffel) da caccia della componente aerea del Deutsches Heer, l'esercito dell'Impero tedesco, durante la prima guerra mondiale (1914-1918).

## Storia
La reale squadriglia prussiana Jagdstaffel 10 nasce dalla preesistente Kampfeinsitzerkommando (o KEK) numero 3 il 28 settembre 1916 a Phalempin. Venne prontamente soprannominata "Jagdstaffel Linck" dopo la morte in combattimento del suo primo ufficiale comandante.
Il primo equipaggiamento della squadriglia era composto da quattro Fokker E.IV, due Albatros D.II, due Fokker D.II e un Halberstadt D.II. Più tardi, durante l'estate del 1918, l'unità venne equipaggiata con nuovi aerei come l'Albatros D.V, il Pfalz D.III, il triplano Fokker Dr.I e con alcuni Fokker D.VII.
La prima vittoria della Jasta è stata messa a segno dall'asso Paul Aue il 25 marzo 1917, quando la squadriglia era assegnata alla 5ª armata. Nei primi mesi del 1917 la Jasta 10 viene assegnata alla 4ª armata. Nel mese di luglio, la Jasta 10 entra a far parte della Jagdgeschwader 1, una formazione d'élite comprendente anche le Jagdstaffeln 4, 6, 11 e conosciuta anche con il nome di "circo volante".
Il Leutnant Arthur Laumann è stato l'ultimo Staffelführer (comandante) della Jagdstaffel 10, dall'agosto del 1918 fino alla fine della guerra. La Jasta è stata smobilitata l'11 novembre 1918.
Alla fine della prima guerra mondiale alla Jagdstaffel 10 vennero accreditate 118 vittorie aeree e l'abbattimento di 33 palloni frenati da osservazione. Di contro, la Jasta 10 perse 20 piloti, 4 furono fatti prigionieri di guerra, un pilota morì in incidente di volo e 10 furono feriti in azione.

## Lista dei comandanti della Jagdstaffel 10
Di seguito vengono riportati i nomi dei piloti che si succedettero al comando della Jagdstaffel 10.
| Grado         | Nome               | Periodo                               |
| ------------- | ------------------ | ------------------------------------- |
| Oberleutnant  | Ludwig Linck       | 21 settembre 1916 - 22 ottobre 1916   |
| Oberleutnant  | Karl Rummelspacher | 23 ottobre 1916 - 18 giugno 1917      |
| Leutnant      | Albert Dossenbach  | 24 giugno 1917 - 3 luglio 1917        |
| Oberleutnant  | Ernst von Althaus  | 6 luglio 1917 - 30 luglio 1917        |
| Leutnant      | Werner Voss        | 30 luglio 1917 - 23 settembre 1917    |
| Leutnant      | Ernst Weigard      | 24 settembre 1917 - 25 settembre 1917 |
| Vizefeldwebel | Max Kühn           | 26 settembre 1917 - 27 settembre 1917 |
| Leutnant      | Hans Klein         | 27 settembre 1917 - 19 febbraio 1918  |
| Leutnant      | Hans Weiss         | 27 marzo 1918 - 1 aprile 1918         |
| Leutnant      | Erich Löwenhardt   | 1 aprile 1918 - 19 giugno 1918        |
| Leutnant      | Alois Heldmann     | 19 giugno 1918 - 6 luglio 1918        |
| Leutnant      | Erich Löwenhardt   | 6 luglio 1918 - 10 agosto 1918        |
| Leutnant      | Alois Heldmann     | 10 agosto 1918 - 14 agosto 1918       |
| Leutnant      | Arthur Laumann     | 14 agosto 1918 - 11 novembre 1918     |

## Lista delle basi utilizzate dalla Jagdstaffel 10
- Phalempin: 28 settembre 1916 - 27 ottobre 1916
- Jametz, nei pressi di Stenay: 28 ottobre 1916 - 12 dicembre 1916
- Ancrevillers: 12 dicembre 1916 - ?
- Leffincourt: ? - 1 maggio 1917
- Bersée, Douai: 2 maggio 1917 - 24 maggio 1917
- Heul, Courtrai: 25 maggio 1917 - 2 luglio 1917
- Marckebeke: 2 luglio 1917 - 21 novembre 1917
- Iwuy: 21 novembre 1917 - 20 marzo 1918
- Awoingt: 20 marzo 1918 - 27 marzo 1918
- Lechelle: 27 marzo 1918 - 3 aprile 1918
- Harbonnières, Proyart: 3 aprile 1918 - 12 aprile 1918
- Cappy: 12 aprile 1918 - 13 aprile 1918
- Lomme, Lille: 14 aprile 1918 - 21 maggio 1918
- Etreux, Guise: 21 maggio 1918 - 26 maggio 1918
- Puisieux Ferme, Laon: 26 maggio 1918 - 31 maggio 1918
- Rugny Ferme, Beugneux: 31 maggio 1918 - 18 luglio 1918
- Monthussart Ferme: 18 luglio 1918 - 29 luglio 1918
- Puisieux Ferme: 29 luglio 1918 - 10 agosto 1918
- Ennemain, Falvy: 10 agosto 1918 - 11 agosto 1918
- Bernes: 12 agosto 1918 - 30 agosto 1918
- Escaufourt: 30 agosto 1918 - 20 settembre 1918
- Metz-Frescaty: 25 settembre 1918 - 8 ottobre 1918
- Marville: 9 ottobre 1918 - 6 novembre 1918
- Tellancourt: 7 novembre 1918 - 11 novembre 1918

## Lista degli assi che hanno prestato servizio nella Jagdstaffel 10
Di seguito vengono elencati i nomi dei piloti che hanno prestato servizio nella Jagdstaffel 10 con il numero di vittorie conseguite durante il servizio nella squadriglia e riportando tra parentesi il numero di vittorie aeree totali conseguite.
| Asso                 | Vittorie |
| -------------------- | -------- |
| Erich Löwenhardt     | 54       |
| Friedrich Friedrichs | 21       |
| Alois Heldmann       | 15       |
| Werner Voss          | 14 (48)  |
| Justus Grassmann     | 10       |
| Paul Aue             | 7 (10)   |
| Hans Klein           | 6 (22)   |
| Friedrich Schumacher | 5        |
| Wilhelm Kohlbach     | 3 (5)    |
| Arthur Laumann       | 2 (28)   |
| Ernst von Althaus    | 1 (9)    |
| Albert Dossenbach    | 1 (15)   |
| Hans Weiss           | 1 (16)   |

## Lista degli aerei utilizzati della Jagdstaffel 10
- Fokker E.IV
- Fokker D.II
- Halberstadt D.II
- Albatros D.II
- Albatros D.III
- Albatros D.V
- Pfalz D.III
- Fokker Dr.I
- Fokker D.VII